# Bodsjön (Revsunds socken, Jämtland)
Bodsjön är en sjö i Bräcke kommun i Jämtland och ingår i Ljungans huvudavrinningsområde. Sjön har en area på 3,41 kvadratkilometer och ligger 275 meter över havet. Sjön avvattnas av vattendraget Gimån.

## Delavrinningsområde
Bodsjön ingår i det delavrinningsområde (696884-147962) som SMHI kallar för Utloppet av Bodsjön. Medelhöjden är 304 meter över havet och ytan är 19,02 kvadratkilometer. Räknas de 156 avrinningsområdena uppströms in blir den ackumulerade arean 1 724,27 kvadratkilometer. Gimån som avvattnar avrinningsområdet har biflödesordning 2, vilket innebär att vattnet flödar genom totalt 2 vattendrag innan det når havet efter 178 kilometer. Avrinningsområdet består mestadels av skog (70 procent). Avrinningsområdet har 3,41 kvadratkilometer vattenytor vilket ger det en sjöprocent på 17,9 procent.